# Freocoroides
Freocoroides is een kevergeslacht uit de familie van de boktorren (Cerambycidae). De wetenschappelijke naam van het geslacht werd voor het eerst geldig gepubliceerd in 1992 door Teocchi.

## Soorten
Freocoroides is monotypisch en omvat slechts de volgende soort:
- Freocoroides copei Teocchi, 1992